# Steve Lukather
Steve Lukather (San Fernando Valley, Kalifornia, 1957. október 21. –) amerikai gitáros, énekes, dalszerző.

## Élete
Amíg apja nem vett neki egy gitárt és egy Meet The Beatles albumot, zongorázni és dobolni tanult. Az album és a gitár megváltoztatta a 7 éves Luke életét.

Először magától tanulgatott gitározni, majd idősebb barátai mutatták neki, hogyan fogja az akkordokat. A középiskolában megismerte Jeff Porcarót és David Paichet, két tapasztaltabb stúdiózenészt.
Félig-meddig már tudott gitározni, amikor (körülbelül 15 éves korában) a klasszikus-jazz-country zenész, Jimmy Wyble kezdte tanítani.
A középiskola alatt Jeff Porcaro az egyik legjobb barátja, és mentora lett Steve-nek.
Jeff Porcaro és David Paich (a Boz Scaggsszell való turné után, 1976-ban) megkérdezte Steve Lukathert, Bobby Kimballt, David Hungate-t és Steve Porcaro-t hogy lenne-e kedvük csatlakozni az együttesükhöz, a Totóhoz. (Jeff Porcaro, David Paich és Jay Graydon vitték Lukathert egyre beljebb a stúdiózás világában. A 70-es, 80-as években Lukather megmutatta magát mint az egyik legjobb stúdiózenész, aki szinte mindenkivel játszott a világon.)
1977 szeptemberében a Toto elkészítette első albumát (Toto címmel, mivel eredetileg csak egy album erejéig álltak össze, és csak a nagy sikerű fogadtatás miatt folytatták munkájukat). Az album 1978-ban jelent meg, s a rajta szereplő Hold the Line című számmal az együttes azonnal berobbant a köztudatba.

Két kevésbé népszerű album (Hydra, 1979; Turn Back, 1980) után a Toto elkészítette pályája egyik legnagyobb művét, a Toto IV-t (1982-ben), azaz a Toto negyedik albumát, melyen két további, a mai napig is világsláger dal található, a Rosanna és az Africa. Ezért az albumért a Toto több kategóriában is Grammy-díjat kapott. Az első számú énekes, Bobby Kimball ekkor szólókarrierbe kezdett, s csak 1998-ban tért vissza a Totóhoz. Helyét előbb Fergie Frederiksen, majd a híres filmzeneszerző, John Williams fia, Joseph Williams vette át. 1984-ben az Isolation, 1986-ban a Fahrenheit, 1988-ban pedig a The Seventh One című album jelent meg. (1984-ben a Dűne című film zenéjét készítette el az együttes.) 
A 80-as évek végén Lukather együtt turnézott Japánban Carlos Santanával, Jeff Beckkel és Simon Phillipsszel.

1989-ben kiadta első szólóalbumát Lukather címmel. (Ennek elkészítésében segítségére volt többek között Richard Marx és Eddie Van Halen is.)

1991-ben, amikor a Toto már túl volt a negyedik énekesváltáson, Steve Lukather lett az együttes vezető énekese (így egészen 1999-ig az övé a fő énekszólam).

1992-ben, a Kingdom Of Desire album stúdiómunkálatai után súlyos veszteség érte mind a Totót, mind Steve Lukathert. Jeff Porcarónál, miközben kertjében rovarirtót permetezett, allergiás tünetek jelentkeztek, és szívrohamban meghalt, később a halottkém nem ezt, hanem az előzőleg hosszú éveken át tartó drogfogyasztás okozta keringési zavarokat jelölte meg halálokként. Luke egy később nyilatkozatában ellenezte, hogy a drogfogyasztás állhatott a háttérben, hiszen Jeff csak alkalmi fogyasztó volt, inkább a családjában meglévő genetikára vezette vissza Jeff halálát. Ezzel a Toto elvesztette vezetőjét és dobosát, Lukather pedig az egyik legjobb barátját. "Soha nem leszek nélküle ugyanaz, aki addig voltam. De ő mindig velem lesz. A házamban számtalan kép van róla. Érzem a jelenlétét." – nyilatkozta Luke 1993-ban. (Az együttes a koncertjeit Jeff Porcarónak ajánlja mind a mai napig.)

Sokan azt hitték (bár nem alaptalanul, mivel az együttesben is felmerült ez a kérdés), hogy Jeff Porcaro halálával a Toto is meghal.

De nem így történt: "Jeff nem akarná ezt." – mondták az együttes megmaradt tagjai.

David Paich, Mike Porcaro és Steve Lukather eldöntötték, hogy folytatják a turnét, és megkérték Simon Phillipset, hogy helyettesítse Jeffet. Simon örömmel elvállalta a felkérést.

A turné végeztével az együttes egy kis pihenőre ment.

## Albumok
- 1994-ben megjelent Luke második szólóalbuma Candyman címmel.
- 1995-ben megjelent a Tambu című albumuk, tele személyes hangú dalokkal.
- 1997-ben megjelent Lukather harmadik szólóalbuma, a Luke.
- 1999-ben visszatért a Totóhoz az együttes legelső énekese, Bobby Kimball, és elkészítették a Mindfields című albumot. Ugyanebben az évben megjelent a Mindfields turné koncertfelvételeivel a Livefields című album.
- 2002-ben megjelent a Through the Looking Glass album, különböző világslágerek feldolgozásaival.
- 2003-ban a Toto részt vett a Night of the Proms könnyűzenei-komolyzenei turnésorozaton. Ugyanebben az évben megjelent a Live in Amsterdam, az amszterdami koncert CD-n és DVD-n.
- 2003-ban Steve elkészített egy karácsonyi albumot Santamental címmel.
- 2004-ben David Paich visszavonult a turnézástól, de a studióban továbbra is az együttes segítségére van. A koncerteken a helyét Greg Phillinganes vette át.
- 2005-ben a Toto elkészítette az eddigi legszemélyesebb és legenergikusabb albumát, a Falling in Between-t. (Ez 2006. február 10-én jelent meg a boltokban, ugyanazon a napon, amelyiken a Toto Londonban megkezdte világ körüli turnéját új albumuk anyagával. A 2006/2007-es évet végigturnézták, szinte minden országban felléptek.) A 2007-es párizsi koncert vágatlanul megjelent CD-n (még 2007-ben) és DVD-n (2008 elején).
- 2008-ban megjelent Steve Lukather szólólemeze, az Ever Changing Times.
- 2010-ben Lukather kiadta az All's Well That Ends Well címet viselő szólóalbumát.
- 2013-ban a Transition című lemeze jelent meg, melyet a 2012-es Toto-, G3- és Paul McCartney-turné szüneteiben rögzített. 2013-ban ennek az anyagával járta a világot.
- 2015-ben a Toto új stúdióalbummal jelentkezett, XIV címmel.

Összegzésképpen elmondható, hogy Steve Lukather aktívan jelen van az elmúlt 40 év szinte minden jelentős albumán. Könnyebb lenne felsorolni azokat, akikkel még nem játszott együtt, mint azokat, akikkel már igen. (Csak néhányan azok közül, akikkel már játszott: Michael Jackson, Eddie Van Halen, Carlos Santana, Jeff Beck, Elton John, Quincy Jones, Al Di Meola, Eric Clapton, Cher, Lionel Richie, Art Garfunkel, és még sokan mások…)
Luke-nak első házasságából van egy fia, Trevor, és egy lánya, Tina. Második házasságából (Shawn Battentől, akit 2002-ben vett feleségül) pedig szintén egy lány és egy fiú, Lily-Rose, aki 2007-ben született, és Bodhi, aki 2010-ben. Luke 2010-ben magánéleti válságát élte: elvált második feleségétől, s édesanyját is elvesztette. Ezek hatása erősen érezhető az All's Well That Ends Well albumon.
Steve Lukathernek a kezéhez készített gitárokat (Music Man Luke gitárok) az Ernie Ball cég gyártja.

## A Toto jelenlegi tagjai
- Steve Lukather – Ének/Gitár
- Joseph Williams – Ének
- David Paich – Billentyű/Ének

A 2007-es turnén Leland Sklar helyettesítette Mike Porcarót, aki kézsérülése miatt nem tudott elmenni a turnéra. A 2006-os turnén még Mike Porcaro basszusozott. Ekkor még csak találgatások és pletykák keringtek, hogy milyen okból kénytelen Mike távol maradni a zenekartól. 2010 év elején sokkolta a zenei világot a hír, hogy Mike Porcarónál ALS-szindrómát diagnosztizáltak, melynek következtében 2015. március 15-én elhunyt.
2008. június 5-én Steve Lukather, a Toto tagjai közül az utolsó alapítótag bejelentette, hogy kilép az együttesből, ezzel megszűnik a Toto. Luke a döntését az együttes többi tagjával már az utolsó turné előtt közölte. Kilépését többek között azzal indokolta, hogy így, 50 évesen már nem érzi ugyanazt az érzést, amit 19 évesen, másrészt a Toto alapítótagjai közül már csak ő volt benne az együttesben. (Lukather teljes bejelentését elolvashatod angolul Steve saját honlapján (www.stevelukather.net).)
Luke-ról köztudott, hogy rendkívüli szeretet köti rajongóihoz, így a lehető legtisztességesebben járt el a kilépését illetően.
2010-ben Steve Lukather egy rövidebb Toto-turnét szervezett, mellyel Mike Porcarót kívánták segíteni. Az együttesbe visszatértek a hajdani középiskolás osztálytársak: Joseph Williams, David Paich, Steve Porcaro. (Az új formációban már nem játszik Greg Phillinganes billentyűs, s Lee Sklar-t is Nathan East váltotta a basszusgitárnál. Bobby Kimball 2008 óta nem tagja a zenekarnak, az újraegyesítés felkérésére nem válaszolt. 2011-es felbomlásáig a Yoso tagja volt, majd szóló turnézott kisebb együttesekkel, illetve egy szimfonikus zenekarral, mellyel hazánkban is megfordult. 2019-ben visszavonult egészségi állapota miatt, és jelenleg dokumentum film készül munkásságáról. Az újraegyesített együttes a régi Toto-hangulaton és a turné sikerén felbuzdulva 2011-ben és 2012-ben egy kisebb világturnéra indult. 2013-ban a Toto fennállásának 35 éves jubileumát ünnepelte. 2015-ben – a XIV megjelenése kapcsán – újabb turné következett; a dobok mögött ekkor már nem Simon Phillips ült, mivel korábban bejelentette kilépését az együttesből. Helyét Keith Karlock vette át, basszusgitáron pedig David Hungate, az együttes első basszusosa játszott. Ezt az időszakot követték kisebb koncertsorozatok és a 40 éves jubileumra való felkészülés. A 80-as évekből Lenny Castro és Warren Ham session játékos csatlakozott a szóban forgó kezdeményezéshez. 2018-ban megtartották a 40. születésnapi koncertet az amszterdami Ziggo Dome-ban. Ekkor már nem egészen 4 éve Shannon Forrest ült a dobok mögött és másfél éve Shem von Shreck basszusozott, illetve felső- és ellenszólamokat vokalizált.
A világjáró turnét követően a zenekar nem egészen 2 évre elvonult, ez alatt egy online koncertel jelentkezett. 2022/23-tól frissített felállással zajlik a "Dogz of Oz" névre keresztelt turné világszerte, melyet Lukatherrel közösen Joseph Williams vezet. Steve Porcarot Steve Maggiora váltotta fel. David Paich pedig 2019 óta megosztva (vagy egyszerre) van színpadon az őt "helyettesítő" Dominique Xavier Taplinnel, illetve 2024-től ismét a zenekarral járja a világot Greg Phillinganes, a virtuóz session zongorista, aki korábban Michael Jacksonnal, Herbie Hancockkal játszott, de zenélt a Bee Geesnél is és korábban hosszú éveken át a Totóban, azaz 2003-tól 2008-ig. Luke személyes jó barátja és sokak szerint Jeff Porcaro igazi utódja jelenleg is a zenekar turnédobosa. Az együttes a közeljövőben 50. jubileumát ünnepelheti, minden jel erre utal.

## További információ
- Hivatalos oldal
- Steve Lukather a Facebookon
- Steve Lukather a PORT.hu-n (magyarul)
- Steve Lukather az Internet Movie Database-ben (angolul)
- Steve Lukather a Rotten Tomatoeson (angolul)